# Blek brunvingetrupial
Blek brunvingetrupial (Agelaioides fringillarius) är en fågel i familjen trupialer inom ordningen tättingar.

## Utseende och levnadssätt
Blek brunvingetrupial är en medelstor trupial. Fjäderdräkten är mestadels ljusbrun, med kanelbruna vingpennor och en tydlig svartaktig ögonmask. Fågeln hittas i torr buskskog (caatinga), ungskog, betesmarker och jordbruksbygd. Den ses födosöka på marken, i par eller grupper.

## Utbredning och systematik
Fågeln förekommer på landsbygden i nordöstra Brasilien (Piauí till Pernambuco, Bahia och Minas Gerais). Tidigare betraktades den som en underart till A. badius och vissa gör det fortfarande.

## Status
Arten har ett stort utbredningsområde och beståndet anses stabilt. Internationella naturvårdsunionen IUCN listar den därför som livskraftig (LC).